# Vojkan Bencić
Vojkan Bencić (ur. 13 grudnia 1967) – jugosłowiański koszykarz, grający na pozycji rzucającego obrońcy, obecnie trener Scotts Lakers.
Vojkan Bencić urodził się w Belgradzie, natomiast karierę koszykarską rozpoczął w Spartaku Subotica. Następnie występował w Beobance i KK Crvenej Zvezdzie Belgrad, z którą sięgnął po tytuł mistrza kraju. W 1999 roku trafił do Unii Tarnów, w której rozegrał w Polskiej Lidze Koszykówki 11 meczów, rzucając w nich średnio 6,5 punktu. W grudniu 1999 roku został wypożyczony do innego zespołu ekstraklasy – Cersanitu Nomi Kielce, w którym pełnił głównie rolę rezerwowego.
Następnie Bencić został graczem tureckiego Altay Izmir, zaś w październiku 2000 roku przeszedł do Lokomotivu Mineralnye Vody. W listopadzie 2001 podpisał kontrakt z Lavovi 063 Belgrad. W 2002 roku przeniósł się do bułgarskiego BC Yambolgaz. W pierwszym meczu w barwach nowego zespołu z greckim Peristeri BC złamał rękę. Karierę koszykarską zakończył w 2005 roku, będąc graczem Spartaka Subotica.

## Osiągnięcia
Drużynowe
- Mistrz Jugosławii (1998)
- Wicemistrz Jugosławii (1987)